# Lewice (Opolské vojvodství)

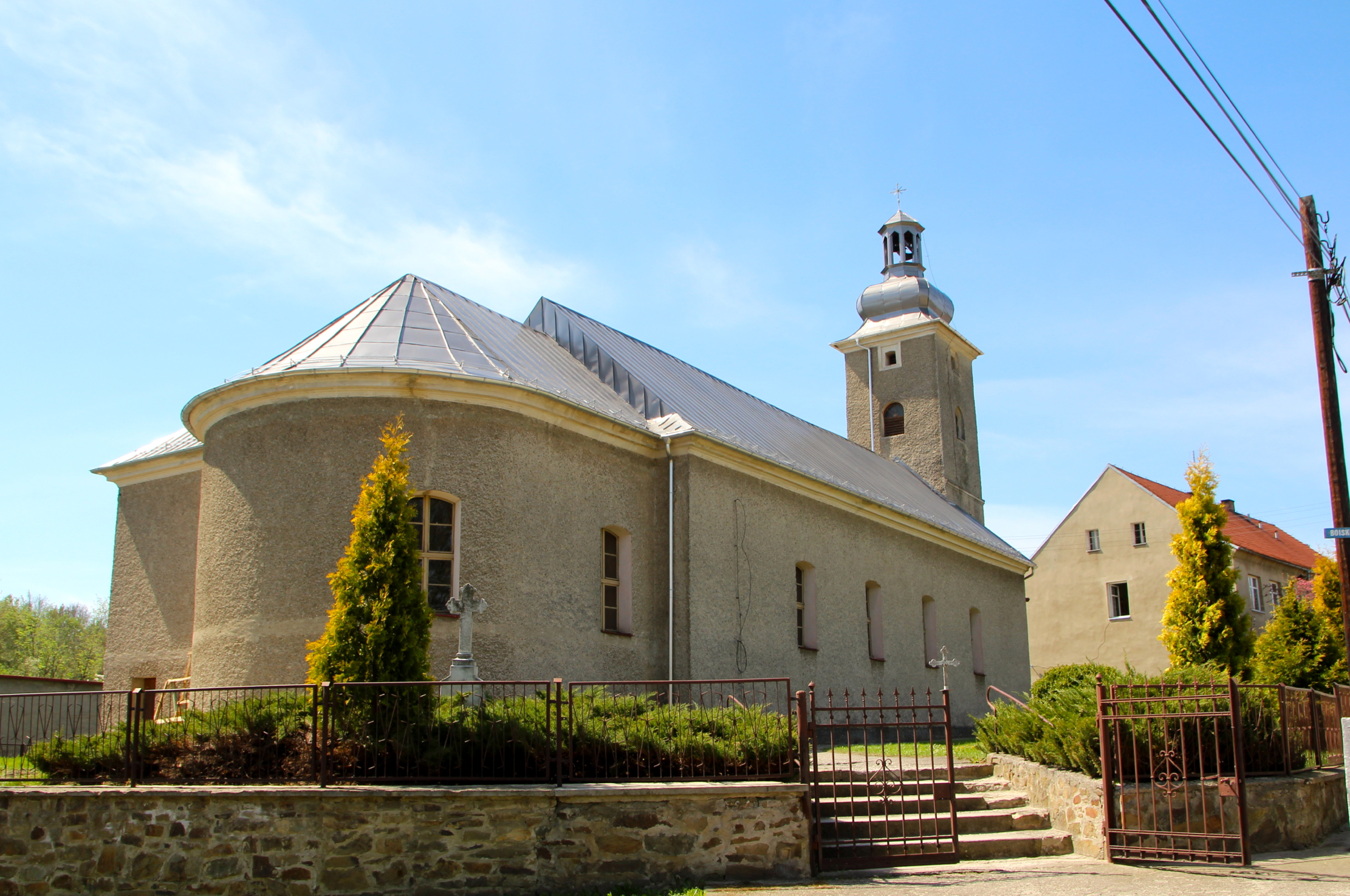
Kostel

Lewice (německy Löwitz, česky Levice) je ves v jižním Polsku, v Opolském vojvodství, v powiatu Głubczyckém, ve gmině Branice, v Opavské pahorkatině.

## Počet obyvatel
V sołectwu Lewice žije 482 obyvatel (v dubnu 2011).

## Příroda
Vesnice se nachází v přírodním parku (polsky obszar chronionego krajobrazu) Rajón Mokre - Lewice.

## Historie
Mezi vesnicemi Lewice a Zubrzyce se nachází archeologické naleziště (dvě sousedící neolitické osady, které byly založeny na břehu říčky Troja), které archeologové datují do období kultury nálevkovitých pohárů staré až pět tisíc let.,
Od roku 2006 je kvůli vystavění retenční nádrže Włodzienin na řece Troja přerušena silnice mezi vesnicemi Lewice a Włodzienin.

## Památky
- kostel svaté Marie Magdaleny